# Если они скажут, что ты чувствуешь
«Если они скажут, что ты чувствуешь» (исп. Si te dicen que caí, т.е. «Если скажут, что погиб») — испанский фильм режиссёра Висенте Аранде, вышедший в 1989 году.

## Сюжет
Знакомые с детства доктор и монашка в морге идентифицируют труп. Им оказывается Даниэль, известный по прозвищу «Хаба».
Действие переносится во времена Гражданской войны в Испании, в Каталонию. В городе проявляется ненависть к фалангистам, ведётся подпольная борьба, каталонцы не принимают фашизм. При этом они вынуждены приспосабливаться к обстоятельствам и выживать.
Даниель занимается проституцией, укрывая брата-коммуниста от фашистов, и влюбляется в проститутку.

## В ролях
- Виктория Абриль — Менчу / Рамона / Аврора Нин
- Хорхе Санс — Даниэль «Хаба»
- Антонио Бандерас — Маркос
- Хавьер Гурручага — Конрадо
- Гильермо Монтесинос — Фусам
- Ферран Ранье — Тейлор
- Луис Омар — Палау
- Карлос Тристанчо — Сендра
- Хуан Диего Ботто — Сартина
- Мария Ботто
- Луис Хиральте — Луис
- Марк Бараома — Минго

## Съёмочная группа
- Авторы сценария:
  - Висенте Аранда
  - Хуан Марсе
- Режиссёр: Висенте Аранда
- Оператор: Хуан Аморос
- Художники:
  - Хосеп Росель
  - Марсело Гранде
- Композитор: Хосе Ньето[англ.]
- Монтаж: Тереса Фонт
- Продюсеры:
  - Энрике Висиано
  - Мигель Торренте

## Премии и номинации
- 1990 — Премии Гойя
  - лауреат «за лучшую мужскую роль» (Хорхе Санс)
  - номинация «за лучшую женскую роль» (Виктория Абриль)
  - номинация «за лучшую режиссуру» (Висенте Аранда)
  - номинация «за лучший адаптированный сценарий»
  - номинация «за лучшие костюмы»
  - номинация «за лучшую работу художника»
  - номинация «за лучший грим»

- 1990 — Fotogramas de Plata
  - лауреат в категории «Лучший исполнитель мужской роли» (Хорхе Санс)
  - лауреат в категории «Лучшая исполнительница женской роли» (Виктория Абриль)
  - номинация в категории «Лучший исполнитель мужской роли» (Антонио Бандерас)

- 1990 — Sant Jordi Awards
  - лауреат в категории «Лучший испанский актёр» (Хорхе Санс)